# Monsieur Lecoq
Monsieur Lecoq (conosciuto in Italia anche come signor Lecoq) è un personaggio letterario ideato dallo scrittore di romanzi polizieschi francese Émile Gaboriau e ispirato alla figura dell'avventuriero francese e creatore della Surete' Eugène-François Vidocq.
Il personaggio è uno dei pionieri del genere e ha in un certo senso preparato il terreno al più celebre Sherlock Holmes, il metodico e scientifico detective ideato da Arthur Conan Doyle. Lo stesso Holmes cita Lecoq in Uno studio in rosso, apostrofandolo come "un miserabile imbranato". Gaboriau fu il primo a inserire in un  romanzo la figura del detective o investigatore professionista inserendolo nel contesto di un racconto al centro del quale c'è la risoluzione di un crimine o più in generale di un mistero.
Lecoq appare per la prima volta nel 1863 in L'affare Lerouge (L'Affaire Lerouge), sul quotidiano francese Pays che pubblicava a puntate un feuilleton dello scrittore.
Personaggio all'inizio di poca importanza, una sorta di allievo dell'ispettore Tabaret  altro personaggio di Emile Gaboriau, Lecoq diventerà in seguito il preferito dell'autore che, dopo averlo promosso a ispettore della Sûreté, gli farà assumere il ruolo del moderno poliziotto dotato di grandi doti di raziocinio.

## Opere
Monsieur Lecoq è il protagonista di quattro romanzi e un racconto di Gaboriau, e di diversi pastiche:
- L'Affaire Lerouge (1866)
- Le Crime d'Orcival (1867)
- Le Dossier No. 113 (1867)
- Les Esclaves des Paris (1868)
- Monsieur Lecoq (1869)
- Une Disparition in Le Petit Vieux des Batignolles (1876)
- Le Vieillesse de Monsieur Lecoq (1878) di Fortuné du Boisgobey
- La Fille de M. Lecoq (1886) di William Busnach e Henri Chabrillat
- File No. 114: A Sequel to File No. 113 (1886) di Ernest A. Young (scritto in lingua inglese)
- Le Dernier Dossier de M. Lecoq (1952) di J. Kéry

## Al cinema e in tv

### Filmografia
- Il signor Lecoq - film del 1914 diretto da Maurice Tourneur (1914)
- Monsieur Lecoq - cortometraggio prodotto dalla Thanhouser Film Corporation (1915)
- Monsieur Lecoq - film del 1967 diretto da Seth Holt
- Monsieur Lecocq, episodio tv della serie Les Grands Détectives, regia di Jean Herman (1975)